# Clymenura polaris
Clymenura polaris är en ringmaskart som först beskrevs av Johan Hjalmar Théel 1879.  Clymenura polaris ingår i släktet Clymenura och familjen Maldanidae. Arten har ej påträffats i Sverige. Utöver nominatformen finns också underarten C. p. acirrata.